# تاونر (داکوتای شمالی)
تاونر(به انگلیسی: Towner) شهری در ایالت داکوتای شمالی کشور ایالات متحده آمریکا است که جمعیت آن در سرشماری سال ۲۰۱۰ میلادی، ۵۳۳ نفر بوده‌است.